# Feria: la luz más oscura
Feria es una serie española original de Netflix protagonizada por Ana Tomeno y Carla Campra. Está creada por Agustín Martínez y Carlos Montero, creadores de otras ficciones televisivas de éxito como Física o química o Élite (en el caso de Montero), o La caza. Monteperdido (en el caso de Martínez). en mayo de 2022, la serie fue cancelada después de una temporada.

## Sinopsis
Eva (Ana Tomeno) y Sofía (Carla Campra) tendrán que enfrentarse al horrible crimen que parece que han cometido sus padres quienes, antes de desaparecer, han dejado atrás más de 20 víctimas mortales. Ante este suceso, las hermanas deben enfrentarse al pequeño pueblo gaditano en el que residen, Feria, donde todos los vecinos las odian. Poco a poco, las niñas descubren que en el pueblo hay una secta, seres fantásticos y una mina que parece un laberinto.

## Reparto
- Carla Campra como Sofía
- Ana Tomeno como Eva
- Isak Férriz como Guillén
- Marta Nieto como Elena
- Ángela Cremonte como Blanca
- Ernest Villegas como Pablo
- Patricia López Arnaiz como Sandra
- Salva Reina como Marcos
- Carlos Scholz como Raúl
- Jorge Motos como Chisco
- Carmen Navas como Mar
- Felipe Pirazán como Mani
- Manolo Caro como Samuel
- Sauce Ena como Estrella
- Pablo Gómez-Pando como Cuéllar
- Vicente Vergara como Lozano
- Pepa Gracia como Candela
- Berta Hernández como Verónica
- Lazar Dragojevic como Halid
- Kandido Uranga como Copito
- David Luque como Belda
- Patty Bonet como Luz
- Oti Manzano como Agente Casas
- Jesús Ortiz como ¿?
- Antonio Arcos como Ezcaray
- Juan Manuel Lara como ¿?
- Marco Cáceres como Elías
- Juan Antonio Molina como ¿?
- Daniel Téllez como Rubio
- Víctor Vidal como Collado
- Esther Noya como Dra. Alba

## Episodios
| N.º | Título                       | Dirigido por   | Escrito por                       | Fecha de lanzamiento original |
| --- | ---------------------------- | -------------- | --------------------------------- | ----------------------------- |
| 1   | «El lago rojo»               | Jorge Dorado   | Agustín Martínez                  | 28 de enero de 2022           |
| 2   | «Babilonia»                  | Jorge Dorado   | Agustín Martínez                  | 28 de enero de 2022           |
| 3   | «Ofrenda»                    | Jorge Dorado   | Mikel Santiago y Agustín Martínez | 28 de enero de 2022           |
| 4   | «El templo»                  | Jorge Dorado   | Agustín Martínez                  | 28 de enero de 2022           |
| 5   | «Dios del fuego»             | Carles Torrens | Agustín Martínez                  | 28 de enero de 2022           |
| 6   | «Feria de sangre»            | Carles Torrens | Mikel Santiago y Agustín Martínez | 28 de enero de 2022           |
| 7   | «El apocalipsis según Pablo» | Carles Torrens | Agustín Martínez                  | 28 de enero de 2022           |
| 8   | «El rey solitario»           | Jorge Dorado   | Agustín Martínez                  | 28 de enero de 2022           |